# 1994年大西洋飓风季
1994年大西洋飓风季于1994年6月1日正式开始，同年11月30日结束，传统上这样的日期界定了一年中绝大多数热带气旋在大西洋形成的时间段。整个飓风季一共产生了7个获得命名的热带气旋，其中有三个达到飓风强度，这两个数量都低于大西洋飓风季的平均水平。热带风暴阿尔贝托是本季的第一个热带气旋，于6月30日发展形成，最后一场风暴是11月21日消散的飓风戈登。除了产生的风暴数量低于平均水平外，本季也没有产生大型飓风，即没有任何一个气旋达到萨菲尔-辛普森飓风等级的三级飓风强度，最强烈的飓风佛罗伦萨所达到的最高风速为每小时180公里，达到二级飓风水平。除了飓风佛罗伦萨、飓风克里斯和飓风戈登外，其他风暴都没有超出热带风暴强度。
热带风暴阿尔贝托给美国东南部带去了暴雨并引发洪灾，有超过18,000户民宅受损或被毁。到了8月，热带风暴贝丽尔又给佛罗里达州、乔治亚州、南卡罗莱纳州和北卡罗莱纳州带去了倾盆大雨，还有其他多个州也出现了中等程度降水。贝丽尔还致使多人受伤，其中大部分都是因风暴催生的一场龙卷风导致。9月，热带风暴黛比在加勒比地区导致9人丧生。飓风戈登是本季造成影响最为严重的风暴，其前后共有六次登陆，给从哥斯达黎加到北卡罗莱纳州之间的多个国家和地区构成破坏和人员伤亡，单海地就有1,122人因戈登产生的严重洪灾和泥石流死亡。此外，1994年12月的一场东北风暴也可能存在热带气旋特征，但由于这一特征未能确认，所以没有将其归类为热带天气系统。

## 季节预报和活动
每年大西洋飓风季前，包括科罗拉多州立大学的威廉·M·格雷博士及其同僚在内的一些知名飓风专家会发布飓风活动的预测。根据美国国家海洋和大气管理局的定义，一个正常水平的大西洋飓风季会形成6到14个获得命名的风暴，其中有4到8个会达到飓风强度，1到3个会成为大型飓风。气象学家对1994年的预测是会形成共计10个获得命名的风暴，其中6个会达到飓风强度。预测中还认为会有三场飓风达到大型飓风标准。
以热带气旋活动性而言，本季低于往年的平均水平，一共只形成了7个获得命名的风暴，3场飓风并且没有大型飓风。这是有纪录以来的第4个没有形成大型飓风的大西洋飓风季，之前3个分别是1968年、1972年和1986年大西洋飓风季，不过，1944年以前的纪录有欠完整，所以还可能有别的飓风季没有大型飓风形成。同时本季的9到10月都没有飓风形成，这也是自20世纪40年代开始有可靠记录以来的第一次。本季也没有出现大型飓风，上一次出现这种情况则要追溯到1986年。厄尔尼诺-南方涛动现象是本季活动性较弱的重要原因，这是一种全球性的海洋——大气耦合现象。这次飓风季于6月1日正式开始，11月30日结束，传统上这样的日期界定了一年中绝大多数热带气旋在大西洋形成的时间段。
这年飓风季的活跃程度也通过累积气旋能量指数的低迷反映出来，只有32。大致来说，气旋能量指数通过对飓风的强度和持续时间来计算，强度越高，持续时间越长的风暴，其指数也相应越高。只有在热带系统风速达到或超过每小时63公里（34节）或热带风暴强度时才会对这一指数进行计算，并纳入全面的气象公告中。

## 风暴
| TS | 阿尔贝托 |
| TD | 二       |
| TS | 贝丽尔   |

| 1  | 克里斯 |
| TD | 五     |
| TS | 黛比   |

| TS | 埃内斯托 |
| TD | 八       |
| TD | 九       |

| TD | 十       |
| 2  | 佛罗伦萨 |
| 1  | 戈登     |

| TS | 阿尔贝托 |
| TD | 二       |
| TS | 贝丽尔   |

| 1  | 克里斯 |
| TD | 五     |
| TS | 黛比   |

| TS | 埃内斯托 |
| TD | 八       |
| TD | 九       |

| TD | 十       |
| 2  | 佛罗伦萨 |
| 1  | 戈登     |

### 热带风暴阿尔贝托
1991年大西洋飓风季的第一个风暴于6月30日在接近古巴最西侧的海域形成。低气压起初向西行进，然后转向北上，不过其结构仍然很混乱。7月2日清晨，低气压已充分组织起来并达到热带风暴强度，美国国家飓风中心因此将其命名为阿尔贝托（Alberto）。7月3日，风暴达到风速每小时105公里的最高强度，之后不久在佛罗里达州的德斯坦附近登陆。风暴在继续向东北方向行进的过程中迅速减弱，在阿拉巴马州上空降级成热带低气压，但仍然保有层次分明的环流。由于北面和东面有高压系统形成，残留的热带低气压在乔治亚州西北部上空基本停止前进，之后开始向西飘移，于7月7日在阿拉巴马州中部上空消散。

阿尔贝托在乔治亚州、阿拉巴马州和佛罗里达州部分地区引发了历史上最为严重的洪涝灾害。由于风暴移动缓慢，部分地点的降水量高达690毫米。经报道确认有33人因山洪爆发遇难，其中大部分都发生在乔治亚州。超过18000套民房受损或被毁，还有上千条道路受到破坏。约有36000公顷庄稼受到这场风暴的影响，还有218个水坝溃堤。热带风暴阿尔贝托一共造成了约7.5亿美元（1994年美元，相当于15.4億2025年美元）的损失。。还有报道认为乔治亚州因这场风暴而出现了历史上最为严重的洪灾。

### 第二号热带低气压
第二号热带低气压源于一片从巴哈马向东北方向延伸的广阔上层低压槽。距巴哈马不远处洋面发展出了一片对流区，于7月19日催生出一片低气压。次日经飓风猎人侦察机确认，系统已组织成热带低气压。发展过程中的低气压杂乱无章，大部分雷暴活动都位于其中心以南。到了7月20日，对流已有所增加，环流的层次也有所改善，但到协调世界时当天下午14点在南卡罗莱纳州乔治敦附近登陆时风速也没有超过每小时55公里。到达陆地上空后低气压转向北上，于7月21日在北卡罗莱纳州夏洛特附近上空消散。残留低气压继续向东北方向穿越美国东北部，到了7月22日开始进入新斯科舍的过程中已减弱到气象部门无法继续对其进行监测。

气象部门在预测中始终认为这股低气压不会增强到热带风暴级别，不过官方还是向美国东南部部分地区发布了山洪预警。第二号热带低气压给美国东南部、中大西洋各州以及新英格兰部分区域带去了小雨，成为继1989年的飓风雨果以来第一个给南卡罗莱纳州带去降水的热带系统。降雨量最高的是北卡罗莱纳州里奇蒙县的哈姆雷特（Hamlet）。没有出现任何因这股热带低气压造成人员伤亡或破坏的报道。

### 热带风暴贝丽尔
8月14日，墨西哥湾形成了一股热带低气压。由于一个低压槽的逼近，低气压中心缓慢移动，且方向飘忽不定，之后再转向北上，以热带风暴强度在佛罗里达州巴拿马城附近登陆。风暴在加速向东北偏北方向行进的过程中逐渐减弱，不过一直到达远至康涅狄格州北部时仍然有低气压强度。

热带风暴贝丽尔给佛罗里达州、乔治亚州、南卡罗莱纳州和北卡罗莱纳州带去了强降雨，另外还有多个州也出现了中等程度降水。从佛罗里达州到纽约州有多条河流接近或超过洪水水位。虽然没有人员直接因风暴丧生，但还是出现了多人受伤的报道，其中包括风暴协同的一股龙卷风导致的37人受伤。财物损失估计达到7300万美元（1994年美元，相当于1.5億2025年美元）。

### 飓风克里斯
飓风克里斯源于8月11日非洲西海岸涌现出的一股东风波，东风波向西行进，其关联的扰动天气逐渐组织起来，于8月16日，热带风暴贝丽尔正在陆地上空期间成为热带低气压，低气压在8月17日增强成热带风暴，并于次日达到飓风强度。克里斯的飓风强度保持了两天，然后因风切变有所增加而减弱。风暴始终远离陆地，于8月21日在百慕大以东海域经过，之后与纽芬兰岛东南方向的一片温带斜压区融合。

飓风克里斯给百慕大带去了72毫米降水，此外没有出现任何人员伤亡或造成破坏的报道。

### 第五号热带低气压
8月17日，气象部门发现有一股东风波在向西行进，于8月26日到达加勒比海。东风波穿越尤卡坦半岛，于8月29日在坎佩切湾发展成热带低气压。低气压向西北偏西方向移动，其强度一直没有达到热带风暴标准，于8月31日在坦皮科附近登陆。

第五号热带低气压在墨西哥降下暴雨，纪录到的最高降雨量达411毫米，其关联的湿气还对美国德克萨斯州的圣安东尼奥产生了影响。

### 热带风暴黛比
9月9日，一股热带低气压从东风波发展形成。地面观测以及船只报告表明，低气压在9月10日发展成了热带风暴黛比，不过从卫星图像来看，风暴的组织性仍然很混乱。黛比达到每小时100公里的最高风速并向西穿过背风群岛，不过这一过程中所遭遇的风切变也限制了其强度和组织性的进一步发展。风切变令系统逐渐消退，环流也在9月11日退化成东风波。

热带风暴黛比导致圣卢西亚有4人遇难，24人受伤。暴雨引发了山洪和泥石流，冲毁了多套山坡上的棚屋，8座桥梁和部分道路。局部区域的洪水有齐胸高，风暴的强风也对香蕉种植园造成破坏。风暴引发的泥石流还堵塞了道路，供水也被中断。马提尼克有多个小镇被淹，还有一人淹死。倒塌的树木令道路无法通行，全岛有两万居民失去电力供应。多明尼加共和国有三人遇难，波多黎各也有一位渔民淹死。估计有成百上千的居民因这场风暴而无家可归。

### 热带风暴埃内斯托
9月18日，一股关联有层次分明深层对流的东风波离开非洲海岸。这一期间有一系列的强烈东风波离开非洲海岸，不过时间上比整个飓风季的气候高峰要晚。9月21日，气象部门开始使用德沃夏克分析法对这一天气系统进行归类，于当天晚些时候将位于佛得角西南方向约806公里海域的系统归类为第七号热带低气压。外界环境的风切变较为有利于低气压的发展，令其在9月22日增强为热带风暴埃内斯托。次日清晨，风暴达到风速每小时95公里，最低气压997毫巴（百帕，29.53 英寸汞柱）的最高强度。

达到最高强度后，埃内斯托进入了一片风切变逐渐增多，并且上层对流层外流更强烈的区域，导致其开始稳步减弱。9月24日，风暴中心上空的大部分对流都已消解而降级成热带低气压。接下来风暴前进速度有所减缓并向西北偏西方向飘流。美国画家飓风中心于9月25日晚上21点发布了针对这股低气压的最后一份公告，不过低气压实际上持续到了次日清晨才在佛得角以西约725公里洋面消散，其残余总体上继续向西飘移，在这一过程中偶尔有发展出深层对流，但再也没能达到热带气旋强度，到9月29日时已减弱到气象部门无法对其继续监测。

### 第八号热带低气压
本季的第八号热带低气压于9月19日在加勒比海西南部由一片小规模对流发展而成。这片对流区持续数日从西北方向往东北方向移动，估计于9月24日在接近洪都拉斯海岸时增强成第八号热带低气压。一架美国空军飞机发现，低气压的环流组织混乱，气压为1007毫巴（百帕，29.7英寸汞柱）。9月25日，低气压以每小时11到16公里的速度向西行进，于同日登陆伯利兹前不久达到风速每小时55公里的最高强度，中心气压也降至1004毫巴（百帕，29.6英寸汞柱）。低气压在墨西哥登陆后，于次日在危地马拉上空消散。报告显示其残留之后发展成了第十号热带低气压。这个气旋给伯利兹及其周边地区带去了可观的降雨量。

### 第九号热带低气压
第九号热带低气压源于9月26日离开非洲海岸的一片层次分明的云层环流。次日中午12点，由于卫星图像显示系统中已有带状云层格局存在，美国国家飓风中心将位于佛得角东南方向约280公里洋面的环流升级成1994年大西洋飓风季的第九号热带低气压。低气压以不超过每小时19公里的速度向西北偏北方向移动，于9月28日早上6点左右达到最高强度，但由于中心暴露，低气压在当天晚些时候就失去了大部分深层对流。9月29日清晨，美国国家飓风中心宣布第九号热带低气压已在萨尔岛附近消散。

### 第十号热带低气压
9月下旬，第八号热带低气压的残留在加勒比西北海域经久不散。一股东风波经过该区域，令其对流有所增加，组织性也得到改善，低气压内很快有环流发展出来。估计第十号热带低气压于9月29日早上6点左右形成，不过由于系统已接近古巴，气象部门难以进行卫星强度预估，侦察机也没有发现闭合环流的存在。系统组织性较为混乱，有从卡波圣安东尼奥（Cabo San Antonio）附近登陆古巴西部的趋势。9月30日，热带低气压转向西北进入墨西哥湾。当天早上6点，热带低气压达到风速每小时56公里的最高强度，最低中心气压也降至1004毫巴（百帕）。低气压很快开始受到墨西哥湾南部的一片大范围非热带天气系统吸收，到下午18点时已完全吸收。美国国家飓风中心起初预测低气压会快速发展成热带风暴。第十号热带低气压给古巴带去了大雨，部分地区在24小时里的降雨量就达到了300毫米，佛罗里达礁岛群出现了130毫米左右降水。低气压的残留还给佛罗里达州带去了倾盆大雨，造成了约500万美元（1994年美元，相当于1028萬2025年美元）的损失。

### 飓风佛罗伦萨
风平浪静的十月过去后，11月以2号形成的一股亚热带低气压拉开了帷幕。风暴之后不久增强成亚热带风暴，但很快又在11月3日减弱成低气压。这片亚热带系统在百慕大东南偏东方向约1408公里洋面转变成热带气旋，并很快增强成热带风暴佛罗伦萨。11月4日，佛罗伦萨快速增强至飓风强度。接下来的三天时间里，飓风强度开始出现小幅波动而停止继续增强，之后再得以升级成二级飓风。11月8日，飓风被其北面的一片大规模温带系统吸收。

### 飓风戈登
飓风戈登是本季的最后一场风暴。该天气系统于11月9日在加勒比海西南部靠近巴拿马的海域形成，并在增强成热带风暴后蜿蜒北上进入大安的列斯群岛区域。由于有风切变持续存在，所以风暴所经洋面虽然水温较高，但未能令其有显著增强。接下来戈登缓慢向北转向，之后又转朝西北进发，先后在牙买加东部和古巴东部实现两次登陆，之后又以热带风暴强度在穿越佛罗里达礁岛群的过程中实现第四次登陆，并与上层对流层中的一个气旋以及一系列的气旋式低气压发生相互作用，令风暴拥有了部分亚热带特征。接下来几天时间里，位于墨西哥湾的系统很不寻常地拥有热带和亚热带天气系统的混合特征，然后再度恢复成热带风暴并又一次在佛罗里达半岛登陆。穿过该半岛后，系统进入大西洋，并爆发性增强成一级飓风。戈登在漂移过程中曾短暂威胁到北卡罗莱纳州，但之后又转向南下，减弱成一股强度较小的热带风暴并在佛罗里达州东海岸进行了第六次，也是最后一次登陆。
海地因飓风戈登而导致多达1122人遇难，还受到了严重的破坏，从哥斯达黎加到美国的北卡罗莱纳州都受到了风暴的影响。风暴东翼的南向气流在伊斯帕尼奥拉岛上空经久不散，加上其在陆地上缓慢的行进速度一起产生长时间的降雨，引发了灾难性的洪水和泥石流。海地估计有1122人因极其严重的洪灾丧生，还有一些报告表明死亡人数可能高达2000。哥斯达黎加也报告有6人死亡。此外，多米尼加共和国报告有5人遇难，牙买加和古巴各有两人丧生。美国佛罗里达州也因风暴导致8人死亡，43人受伤，沃卢西亚县报告有1,236幢建筑物受到洪水破坏。该州共计遭受了约4亿美元的损失（1994年美元，相当于8.22億2025年美元）。

### 其它风暴
一片微弱但广阔的锋面低气压吸收了第十号热带低气压进入墨西哥湾中部上空的残留。10月1日，美国水文气象预报中心认为系统已成为亚热带风暴。风暴于10月2日至3日先后穿越佛罗里达州和美国东南部，并在到达大西洋海岸时转变成温带锋面波。不过，这个亚热带气旋的存在没有得到美国国家飓风中心的确认。
除七个获得命名的风暴外，1994年的12月下旬还形成了一股东北风暴。风暴在接触到大西洋的墨西哥湾暖流后迅速强化，并发展出包括风眼在内的热带天气系统特征。12月23到24日，其气压已低至970毫巴（百帕），并在北上过程中于圣诞节当晚接近纽约市海岸。但由于对风暴的性质无法作出确定性的判断，美国国家飓风中心没有将其归类为热带气旋。。

## 季节影响
以下表格中列出了1994年大西洋飓风季形成的所有风暴，其中包括其存在周期、名称、影响区域、损失数额和死亡人数，并以加粗字体标出登陆地区。死亡人数栏内括弧中的数字表示间接导致的死亡人数，例如因风暴导致的交通事故丧生就属于间接死亡。所有损失和死亡人数包括风暴处于温带气旋、低气压或是东风波时期，损失数额单位为1994年美元。
| 萨菲尔-辛普森飓风风力等级 |    |    |    |    |    |    |
| TD                        | TS | C1 | C2 | C3 | C4 | C5 |

| 阿尔贝托 | 6月30日至7月7日   | 热带风暴   | 65（100）  | 993  | 美国南部（佛罗里达州）                                                                       | 750    | 30    |  |
| 二       | 7月20至21日       | 热带低气压 | 35（55）   | 1015 | 美国东南部（南卡罗来纳州）、中大西洋各州、新英格兰                                           | 无     | 0     |  |
| 贝丽尔   | 8月14至19日       | 热带风暴   | 60（95）   | 999  | 美国东南部（佛罗里达州），中大西洋各州，新英格兰                                             | 73     | 1     |  |
| 克里斯   | 8月16至23日       | 一级飓风   | 80（130）  | 979  | 百慕大                                                                                       | 无     | 0     |  |
| 五       | 8月29至31日       | 热带低气压 | 35（55）   | 1005 | 墨西哥                                                                                       | 无报告 | 0     |  |
| 黛比     | 9月9至11日        | 热带风暴   | 70（110）  | 1006 | 小安的列斯群岛（圣卢西亚）、波多黎各、多米尼加共和国                                         | 230    | 9     |  |
| 埃内斯托 | 9月21至26日       | 热带风暴   | 60（95）   | 1000 | 无                                                                                           | 无     | 0     |  |
| 八       | 9月24至26日       | 热带低气压 | 35（55）   | 994  | 中美洲（伯利兹）、墨西哥                                                                     | 无报告 | 0     |  |
| 九       | 9月27至29日       | 热带低气压 | 35（55）   | 1007 | 无                                                                                           | 无     | 0     |  |
| 十       | 9月29至30日       | 热带低气压 | 35（55）   | 1004 | 古巴、墨西哥、美国东南部                                                                     | 5      | 0     |  |
| 佛罗伦萨 | 11月2至8日        | 二级飓风   | 110（175） | 972  | 无                                                                                           | 无     | 0     |  |
| 戈登     | 11月8至21日       | 一级飓风   | 85（140）  | 980  | 中美洲（尼加拉瓜、牙买加、古巴、海地、多米尼加共和国、美国东南部（佛罗里达州）、中大西洋各州 | 514    | 1,147 |  |
| 季节总结 |                   |            |            |      |                                                                                              |        |       |  |
| 12个气旋 | 6月30日至11月21日 |            | 110（175） | 972  |                                                                                              | 1,560  | 1,184 |  |

## 风暴名称
以下列表中显示了1994年用来给北大西洋热带气旋命名的名称。由于没有任何一个名称予以退役，所以这些名称都将在2000年大西洋飓风季期间再度启用。所有名称与1988年大西洋飓风季的基本相同，只有两个例外，分别是“戈登”（Gordon）和“乔伊斯”（Joyce），分别取代了之前退役的“吉爾伯特”（Gilbert）和“琼”（Joan）。此外，戈登这个名称也是在1994年首次用来给一场风暴命名。列表中没有命名的名称将以灰色显示。
|  | - Helene（未用） - Isaac（未用） - Joyce（未用） - Keith（未用） - Leslie（未用） - Michael（未用） - Nadine（未用） | - Oscar（未用） - Patty（未用） - Rafael（未用） - Sandy（未用） - Tony（未用） - Valerie（未用） - William（未用） |

### 退役
世界气象组织没有将本季的任何一个风暴名称退役。